# Busch Gardens Tampa Bay
Busch Gardens Tampa Bay, tidigare även Bush Gardens Africa, är en nöjespark och zoo med Afrikatema i Tampa, Florida, USA.

## Åkattraktioner

### Berg- och dalbanor
- Scorpion - 1980
- Kumba - 1993
- Montu - 1996
- Sand Serpent - 2003
- SheiKra - 2005
- Cheetah Hunt - 2011
- Cobra’s Curse - 2016
- Tigris - 2019